# Терещенко Ганна Яківна
Ганна Яківна Терещенко (? — ?) — українська радянська діячка, новатор виробництва, токар Білоцерківського заводу імені 1 Травня Київської області. Депутат Верховної Ради СРСР 2-го скликання.

## Життєпис
З 1944 року — токар Білоцерківського заводу імені 1 Травня Київської області.